# La Gaceta de la Iberosfera
La Gaceta, conocido también como La Gaceta de la Iberosfera y anteriormente denominado La Gaceta de los Negocios, es un periódico digital español con un enfoque generalista, aunque presta especial atención a temas políticos y económicos. Dirigido por Antonio O'Mullony, es editado por la Fundación Disenso, el laboratorio de ideas del partido político Vox.
Inicialmente, La Gaceta pertenecía a Negocios de Ediciones y Publicaciones S.L., pero en 2009, la cabecera fue adquirida por el Grupo Intereconomía. El Grupo Intereconomía mantuvo la propiedad hasta 2020, año en que la Fundación Disenso tomó el control del periódico. Fundado en 1989, La Gaceta tuvo una edición en papel hasta diciembre de 2013, momento a partir del cual continuó su difusión únicamente en formato digital.
La publicación fue definida por fuentes especializadas, cuando era propiedad de Intereconomía, como de ideología derechista.

## Historia

### La Gaceta de los Negocios
El diario fue fundado en 1989 por José Antonio Martínez Soler con la cabecera La Gaceta de los Negocios. Perteneció al grupo Negocios de Ediciones y Publicaciones SL hasta agosto de 2009, cuando fue comprado por el Grupo Intereconomía. Su sede central está en Madrid, aunque el diario cuenta con delegaciones en Barcelona, Bilbao, Palma de Mallorca, Valencia y Valladolid.

### Periodo previo a la compra por Intereconomía
En el momento de la compra del diario por parte de Intereconomía, en agosto de 2009, el rotativo estaba dirigido por José María García-Hoz (exdirector de Actualidad Económica y de Expansión, expresidente del Grupo Recoletos y ex director general de Onda Cero) y el subdirector era J. Bosco Martín-Algarra. José Apezarena y José Luis Roig eran los dos directores adjuntos. Los datos de OJD de julio de 2008 a junio de 2009 arrojaban una difusión de 35.035 ejemplares.
La Gaceta de los Negocios publicaba de lunes a sábado una versión en papel impreso. En octubre de 2007 renovó y reforzó su versión web, ofreciendo noticias de actualidad política, social y económica los siete días de la semana y 24 horas al día a través de su doble portal Gaceta.es y Negocios.com.[cita requerida]
La Gaceta de los Negocios inició un cambio de imagen en marzo de 2008, cuando rediseñó su cabecera y sus páginas, apostando por darle un mayor protagonismo a su vertiente generalista. Nació su sección «Historias», en la que el diario cuenta las noticias desde un punto de vista reflexivo y no de actualidad. La sección «24 horas» tiene el objetivo de recoger las noticias más importantes del día.[cita requerida]

### Adquisición del diario
En septiembre de 2008, La Gaceta de los Negocios presentó ante el Ministerio de Trabajo del Gobierno de España un expediente de regulación de empleo (ERE) alegando reiteradas pérdidas. Dicho ERE afectaría en principio a 59 de los 125 trabajadores que el periódico poseía en aquel momento. Asimismo, la dirección y el comité de empresa negociaron con el fin de tratar de reducir esa cifra y mejorar las condiciones de los empleados que se hubieran acogido al expediente de regulación.
En agosto de 2009 se informó de que tras largas negociaciones, el Grupo Intereconomía adquirió el periódico a su empresa propietaria, Negocios de Ediciones y Publicaciones SL. Esta había tratado de llegar con la cadena COPE a un acuerdo previamente. Intereconomía Corporación se comprometió a afrontar la mitad de la deuda del diario, unos tres millones de euros.

### Grupo Intereconomía
El 21 de octubre de 2009 se inició la venta del diario con el nuevo nombre de La Gaceta, de tirada nacional. El diario tenía un carácter generalista. En su primer día de venta al público se distribuyeron 100.000 ejemplares. A partir del mediodía estaban agotados. Las cifras se ofrecieron en el programa El gato al agua, también de Intereconomía Televisión.[cita requerida]
Según datos certificados por la Oficina de Justificación de la Difusión (OJD) y referidos al período de julio de 2011 a junio de 2012, el promedio de tirada de La Gaceta fue de 74.952 ejemplares y el promedio de difusión de 34.355.[cita requerida]
La Gaceta perteneció de manera oficial al Grupo Intereconomía desde 16 de septiembre de 2009. A partir de dicha fecha, Carlos Dávila (director general de publicaciones de Intereconomía hasta el momento) pasó a ser el director del rotativo. El 14 de junio de 2012 Carlos Dávila abandonó la dirección de La Gaceta en medio de un ERE y Maite Alfageme, la subdirectora del diario, asumió la dirección en funciones de manera temporal. En octubre de 2012 José Javier Esparza toma las riendas de la cabecera y se convierte en el nuevo director de La Gaceta para cubrir un cese temporal de la actividad de Eduardo García Serrano al frente de La Gaceta por razones de salud. El 31 de mayo de 2013, el diario comunicó la renuncia como director de José Javier Esparza, que pasó a ocupar el cargo de corresponsal diplomático. Posteriormente, fue nombrado nuevo director José Antonio Fúster. En mayo de 2014 fue nombrado nuevo director Xavier Horcajo. Kiko Méndez-Monasterio fue elegido nuevo director en febrero de 2015.

### Diario digital
Tras el cierre de la edición en papel en diciembre de 2013, La Gaceta continuó su difusión en formato digital.

### La Gaceta de la Iberosfera
El 12 de octubre de 2020, coincidiendo con el Día de la Hispanidad, la Fundación Disenso hizo oficial su adquisición y relanzamiento con el nombre La Gaceta de la Iberosfera, bajo la dirección de José Antonio Fúster. Tiempo después, en septiembre de 2022, Antonio O'Mullony asumió el cargor de director del periódico.
- Está vinculado a las siguientes organizaciones:
  - Vox (partido político)
  - Fundación Disenso
  - Fundación DENAES
  - Solidaridad (España)

## Columnistas
- Hughes
- Enrique García-Máiquez
- José Javier Esparza
- Esperanza Ruiz
- Toni Cantó
- Jaume Vives
- Itxu Díaz
- Ricardo Ruiz de la Serna
- María Durán
- David Cerdá
- Carlos Marín-Blázquez
- Iván Vélez
- Jorge Buxadé
- Miquel Giménez
- Carmen Álvarez Vela